# Dal basso (Lou X e Disastro)
Dal basso è un album in studio del rapper italiano Lou X e del beatmaker DJ Dsastro, pubblicato nel gennaio del 1993 da La Cordata in versione vinile; successivamente (1994) fu aggiunta la versione CD.

## Il disco
L'album si compone di 10 tracce con produzioni di Disastro e liriche di Lou X; al brano Italia ha collaborato il rapper King. Lou X focalizza le sue rime sulla moderna società dell'informazione e sulle sue contraddizioni, l'indifferenza tratteggiata in Che sta succedendo?, la disinformazione ed il cinismo politico in Pagati!, la volontà di continuare ad esprimersi senza censure e senza manovratori occulti alle spalle come in Prodotto finale. Il rapper abruzzese si dimostra così un valido esponente italiano dell'hardcore rap.
Nel settembre 2015 l'album è stato riedito in 500 copie su vinile dalla Tannen Records con nuove grafiche e rimasterizzato da DJ Dsastro.

## Tracce
1. Che sta succedendo? – 4:38
2. Solo ... (Come un cecchino) – 3:57
3. Pagati! – 3:21
4. Quando la patria chiama – 4:17
5. Intro 2 – 2:11
6. Prodotto finale – 3:43
7. Un porco è un porco – 3:35
8. Italia (feat. King) – 3:39
9. Dal basso – 2:45
10. Outro – 1:40